# Philinos de Cos (tribun)
Pour les articles homonymes, voir Philinos.
Philinos de Cos (en grec ancien Φιλῖνος) est un tribun militaire de l'armée romaine du Ier siècle originaire de Cos. Son neveu, le médecin Quintus Stertinius Xénophon, influent auprès de l’Empereur romain Claude, obtint pour lui la citoyenneté romaine sous le nom de Tiberius Claudius Philinus. Les habitants de Kos lui dédicacèrent une inscription honorifique, par égard pour Xénophon, leur bienfaiteur commun.